# Myxine knappi
Myxine knappi – gatunek bezszczękowca z rodziny śluzicowatych (Myxinidae). 

## Zasięg występowania
Płd-zach. Atlantyk. Znana jedynie z osobników na podstawie których ją opisano złowionych w okolicach Falklandów.

## Cechy morfologiczne
Osiąga max. 56,5 cm długości całkowitej.

## Biologia i ekologia
Występuje na głębokości ok. 630 - 650  m.